# Kościół św. Michała Archanioła w Choczu
Kościół świętego Michała Archanioła w Choczu – rzymskokatolicki kościół filialny należący do parafii św. Andrzeja Apostoła w Choczu (dekanat Czermin diecezji kaliskiej). Jest częścią klasztoru Franciszkanów.
Murowany gmach kościoła i przylegające do niego zabudowania klasztorne zostały wzniesione około 1733 roku. W 1864 roku władze rosyjskie dokonały kasaty klasztoru. W latach 1959–2003 klasztor był siedzibą sióstr pasterek. Obecnie ponownie klasztor należy do franciszkanów.
Świątynia wzniesiona została w stylu barokowym i jest budowlą jednonawową, prezbiterium kościoła jest węższe, zamknięte wielobocznie. Nad dachem nawy jest umieszczona wysoka wieżyczka na sygnaturkę. Nawa i prezbiterium są nakryte sklepieniami kolebkowymi. Jednolite wyposażenie wnętrza w stylu rokokowym  zostało wykonane w latach 1750–51 przez Józefa Eglauera, m.in. pięć ołtarzy, ambona z rzeźbą św. Bonawentury na baldachimie, cztery konfesjonały.
Przy zachodniej ścianie prezbiterium umieszczona jest zakrystia łącząca się z klasztorem.